# Pixel 8
Il Pixel 8 (chiamato anche Google Pixel 8) è uno smartphone Android della linea Google Pixel, successore del Pixel 7.
Il telefono è stato presentato ufficialmente il 4 ottobre 2023, insieme al Pixel 8 Pro e al Pixel Watch 2 all'evento annuale Made by Google e messo in commercio negli USA e in altri 21 paesi il 12 ottobre.